# سوفریر
سوفریه ره (به لاتین: Soufrière) یک شهرک در سنت لوسیا است که در بخش سوفریر واقع شده‌است. سوفریه ره ۷٬۹۳۵ نفر جمعیت دارد و ۵ متر بالاتر از سطح دریا واقع شده‌است.